# Košťany nad Turcom
Košťany nad Turcom jsou obec na Slovensku v okrese Martin. Obec se nachází na středním Slovensku v sousedství s městem Martin v malebném regionu Turiec. Žije zde 1335 obyvatel. První listinné důkazy zmiňující se o "villa Coschan" (tehdejších Košťanech) pocházejí z roku 1323. Historie obce je svázána s různými vlastníky panství, de kterých obec patřila.

## Historie
Hlavní činností zdejších obyvatel v 18. a 19. století bylo zemědělství. Až po zrušení poddanství v roce 1848 se v obci začala rozvíjet řemesla a obchod, a to v době následujícího období, které bylo pomalým a těžkým přechodem od vazby na půdu – přechodem od feudalismu ke kapitalistické formě vlastnictví. Další významnou skutečností, která podnítila rozvoj řemesel nejen v Košťanech nad Turcom, ale i v celém zdejším kraji, se stalo zrušení cechů v roce 1872. V obci se usadili mistři jako mlynář, švec, stolař, kovář, kožešník, kolář, zedník, obchodník, truhlář, krčmář apod.
Mimo rozvoje řemesel bylo nadále hlavním zdrojem obživy zemědělství . Pěstovali zde brambory, len, ječmen, oves. Rozšířen bylo pěstování ovocných stromů. Choval se zde hovězí dobytek a v menší míře i prasata.
Na přelomu 19. a 20. století neměla obec vyhovující školní budovu a až po zdlouhavých jednáních zástupců obce a státních institucí se budova začala stavět v roce 1904 na pozemku, který odkoupila obec od pana Jána Staričky a výstavbu financovala z amortizačního úvěru splatného v období následujících 50 let.
Časté živelní pohromy, hlavně požáry, donutily představitele obce založit hasičský sbor, a to v roce 1885, kdy jeho prvním velitelem se stal Ján Šedaj st. a spoluzakladatelem byl Ondrej Párička. Největší požár byl zaznamenán 27. června 1887 kdy shořelo 17 obytných budov a 24 budov hospodářských. Šetření na vybavení hasičského sboru se nevyplatilo a tak bylo představenstvo obce nuceno v roce 1894 zakoupit hasičskou stříkačku. Největší povodeň zde byla zaznamenána 25.-26. července 1960 kdy velká voda strhla most na silnici do Turčianskeho Petra a řeka Turiec se vylila ze svého koryta, stejně tak i potok Belianka.

## Významné osobnosti
- Ján Párička (1882-1914) – rodák, knihtiskař
- Ivan Zbíňovský – rodák z obce, obchodník, obchodní cestující a amatérský entomolog-lepidopterolog.

(zdroj: Richard Lacko, Košťany nad Turcom, Neografia Martin 1993)
- PhDr. Andrej Polonec CSc. – rodák z obce (1906-1984), napsal KOŠŤANY nad TURCOM – národopisná monografie hmotné kultury a života lidu. Rok vydání 1933 ISBN 80-969247-6-1

## Partnerská města a obce
- Košťany – město v České republice
- Valaliky – obec v okrese Košice